# Las palmeras salvajes
Las palmeras salvajes (The Wild Palms) es una novela escrita por William Faulkner en 1939.
Su título original, tomado de la biblia, del Salmo 137 versículo 5, que fuera una de sus lecturas favoritas, fue: Si Yo de Ti me olvidara Jerusalén (If I forget Thee, Jerusalem).

## Argumento
La novela está formada por dos historias: "Las palmeras salvajes" ("Wild Palms") y "El viejo" ("Old Man"). Cada una consta de cinco capítulos que se presentan de manera alternativa, aunque las historias son distintas y separadas por el tiempo en que transcurren.
"Las palmeras salvajes" cuenta una historia sucedida en 1937. Harry y Charlotte viajan a través del país huyendo de un marido y de lo que se considera respetable. 
"El viejo" narra una historia ocurrida diez años antes- Un preso se escapa durante una inundación. Yendo en un bote por el río Misisipi, encuentra en la orilla a una mujer embarazada. Poniendo en riesgo la oportunidad de escaparse, la rescata. Juntos son llevados por la corriente y ella da a luz. Logran llegar a una sitio seguro y el convicto se entrega regresando a prisión.